# 1506년

## 연호
- 명(明) 정덕(正德) 원년
- 일본(日本) 에이쇼(永正) 3년
- 후 레 왕조(後黎朝) 도안카인(端慶) 2년

## 기년
- 류큐(琉球) 쇼신왕(尚真王) 30년
- 명(明) 무종 정덕제(武宗 正德帝) 원년
- 조선(朝鮮) 연산군(燕山君) 12년 / 중종(中宗) 원년
- 후 레 왕조(後黎朝) 위목제(威穆帝) 2년

## 사건
- 9월 18일(음력 9월 2일) - 중종반정이 일어나 연산군이 폐위되어 강화도 교동도에 유배되니 중종이 옹립된다.

## 사망
- 5월 20일 - 크리스토퍼 콜럼버스가 바야돌리드에서 사망
- 11월 20일 - 조선 10대 국왕 연산군
- 신수근 - 신승선의 아들, 연산군의 처남, 단경왕후의 아버지, 진성대군의아버지
- 연산군의적장남 적차남 폐세자황,창녕대군성 서장남 양평군인